# چیما دی روسو
چیما دی روسو (به لاتین: Cima di Rosso) یک کوه در سوئیس است که در کانتون گراوبوندن واقع شده‌است. چیما دی روسو ۳٬۳۶۶ متر بالاتر از سطح دریا واقع شده‌است.